# SAT-7
SAT-7 ist ein Fernsehsender im Nahen Osten und Nordafrika mit vorwiegend christlichen Inhalten.

## Geschichte
Der Sender wurde im Jahre 1995 von Terence Ascott gegründet und ist seit dem 31. Mai 1996 auf Sendung. Mittlerweile sendet das Programm 24 Stunden pro Tag, über 800 Stunden pro Woche in 3 Sprachen auf 5 Kanälen und erreicht mit seinem arabischen Programm täglich etwa 21 Millionen Zuschauer.
Die Zentrale von SAT-7 befindet sich in Nikosia auf Zypern, die Redaktion in Ägypten und Studios seit 1996 in Beirut (Libanon), Kairo (Ägypten), seit 2014 in Istanbul (Türkei), Limassol (Zypern) und London (Großbritannien). Der Sender beschäftigt 178 Mitarbeiter aus 22 Ländern und finanziert sich fast ausschließlich aus Spenden. Das Budget betrug im Jahr 2014 14,8 Millionen US-Dollar. Zu den unterstützenden Partnern zählen die Ägyptische Bibelgesellschaft, die Schweizerische Pfingstmission und aus Deutschland die Hilfsaktion Märtyrerkirche, das Missions- und Hilfswerk DMG interpersonal, die Liebenzeller Mission sowie die „Aktion für verfolgte Christen und Notleidende“ (AVC). Beim Sender sind 150 Mitarbeiter beschäftigt. 2021 wurde mit SAT-7 PLUS der erste christliche Video-Streamingdienst im Sendegebiet eingeführt.
Direktor ist seit Juli 2014 der Exil-Iraner Mansour Khajehpour. 2019 übernahm die Libanesin Rita El-Mounayer, die seit 1996 bei SAT-7 beschäftigt ist und ab 2016 Programmleiterin war, das Amt des Geschäftsführers vom Gründer Terence Ascott.

## Programm
Die Zielsetzung des Senders ist nicht nur die mediale Versorgung der Christen in der Region, sondern auch die Ausstrahlung von Informations- und Bildungsprogrammen. So gibt es zum Beispiel ein Programm, das der Fortbildung von Kleinunternehmern gewidmet ist, sowie ein Lernprogramm für Analphabeten. Der Sender verzichtet bewusst auf die Ausstrahlung von politischen Programmen und setzt sich auch nicht mit anderen Religionsgruppen kritisch auseinander.

## TV-Kanäle
- SAT-7 Arabic – für Araber von Marokko bis in den Irak und von Deutschland bis in den Sudan, seit 1996
- SAT-7 Pars – in persischer Sprache (Farsi), seit 2006
- SAT-7 Kids – arabisches Fernsehprogramm für Kinder und Jugendliche, seit 2007
- SAT-7 Plus – die besten Programme von SAT-7 und SAT-7 Kids über den ägyptischen Satelliten NileSat
- SAT-7 Türk – in türkischer Sprache, seit 2012
- SAT-7 Academy – für die MENA-Region, seit 2017[11]